# Ajdin Hasić
Ajdin Hasić (ur. 7 października 2001 w Tuzli) – bośniacki piłkarz występujący na pozycji pomocnika w klubie Cracovia.

## Kariera klubowa
Grę w piłkę nożną rozpoczął w bośniackim zespole FK Budućnost Banovići, a w 2016 roku w wieku 15 lat dołączył do młodzieżowego zespołu Dinamo Zagrzeb. W styczniu 2020 roku Hasić dołączył do Beşiktaş JK, ale nie wywalczył miejsca w pierwszej drużynie, będąc wypożyczonym do Ümraniyespor (dwukrotnie), Göztepe SK oraz FK Sarajevo. 
W latach 2020–2023 mierzył się z szeregiem kontuzji, przez co był wykluczony z wielu spotkań ligowych. W październiku 2020 Hasić doznał urazu mięśnia, który wyeliminował go z gry na około dwa tygodnie. Później, w listopadzie tego samego roku, przeszedł zakażenie COVID-19, które wykluczyło go na kolejne 24 dni. W marcu 2021 doznał poważnej kontuzji – zerwania więzadła krzyżowego, która wykluczyła go z gry na ponad 220 dni, do listopada 2021. W tym okresie opuścił 39 spotkań. W lutym 2022 ponownie zmagał się z urazem, przez który pauzował 39 dni, co skutkowało opuszczeniem 6 meczów. Kolejna kontuzja zmusiła go do przerwy od listopada 2022 do lutego 2023, trwającej 91 dni i powodującej opuszczenie 10 spotkań.
1 sierpnia 2024 Hasić przeniósł się do Cracovii na zasadzie transferu definitywnego i podpisał z polskim klubem trzyletni kontrakt z możliwością jego przedłużenia. 5 sierpnia zadebiutował w Ekstraklasie w przegranym 1:3 meczu z Widzewem Łódź. 24 sierpnia zdobył pierwszą bramkę w polskiej lidze w spotkaniu z Górnikiem Zabrze (3:2).

## Kariera reprezentacyjna
W latach 2017–2022 Hasić występował w młodzieżowych reprezentacjach Bośni i Hercegowiny w kategorii U-16, U-17, U-19 oraz U-21.
W październiku 2020 roku otrzymał pierwsze powołanie do seniorskiej reprezentacji na towarzyski mecz z Iranem oraz spotkania Ligi Narodów 2020/21 z Holandią i Włochami.

## Sukcesy
Beşiktaş JK
- mistrzostwo Turcji: 2020/21
- Puchar Turcji 2020/21